# Кислотность желудочного сока
Кисло́тность желу́дочного со́ка — характеристика концентрации соляной кислоты в желудочном соке. Измеряется в единицах pH.
Для оценки состояния органов желудочно-кишечного тракта (ЖКТ) рассматривают величину кислотности (pH) одновременно в разных отделах желудка и, более широко, одновременно в разных отделах пищевода, желудка и двенадцатиперстной кишки; изменение pH во времени; динамику изменения pH, как реакцию на стимуляторы и лекарственные препараты.

## История изучения кислотности желудочного сока
Парацельс в начале XVI века предположил наличие в желудке кислоты, считая, что кислота появляется при питье кислой воды. Английский врач и биохимик Уильям Праут в 1824 году определил, что кислотой, входящей в состав желудочного сока, является соляная кислота. Он же ввёл понятия свободная, связанная соляная кислота и общая кислотность желудочного сока. В 1852 году физиолог Фридрих Биддер и химик Карл Шмидт опубликовали книгу «Пищеварительные соки и обмен веществ», которая положила начало титрационному методу определения кислотности желудочного сока и окончательно развеяла сомнения в отношении того, что желудком в норме секретируется именно соляная кислота. Ригель в 1886 году и Шюле в 1895-м стали определять кислотность желудочного сока в целях диагностики и терапии гастроэнтерологических заболеваний.
Одним из первых, предложивших зондирование желудочного сока, был немецкий врач Адольф Куссмауль. Создание клинических методов и желудочных зондов для исследования секреции желудка аспирационными методами (в основном, силами первых гастроэнтерологов из Германии: Вильгельма фон Лейбе, Карла Эвальда и Исмара Боаса и американца, прошедшего обучение в Германии Макса Эйнхорна) фактически сформировало новую медицинскую дисциплину — гастроэнтерологию.
Датский биохимик Сёрен Сёренсен предложил в 1909 году шкалу pH и разработал современные электрометрические методы измерения кислотности. Американский химик и физиолог Джесси Макклендон в 1915 году впервые выполнил pH-метрию в желудке и двенадцатиперстной кишке человека с помощью устройства собственной конструкции.

## Зоны продукции и нейтрализации кислоты в желудке
Желудочный этап переваривания пищи происходит с помощью ферментов, важнейшим из которых является пепсин, требующих обязательно кислой среды. Однако кислота в химусе (кашице), состоящем из частично переваренной пищи и желудочных соков, перед эвакуацией из желудка должна быть нейтрализована.
Желудок условно можно разделить на кислотообразующую (верхнюю) и кислото-нейтрализующую (нижнюю) зоны, разделённые интермедиарной зоной, то есть зоной перехода от слабокислых pH (6,0-4,0) к резкокислым (pH менее 3,0) и располагающейся между телом желудка и его антральным отделом.
Так как при исследовании кислотности желудка диагностически важной является информация о процессах кислотопродукции и кислотонейтрализации, то измерение кислотности желудка должно происходить не менее, чем в двух зонах: теле желудка и антруме.
Нейтрализация кислоты в желудке производится, в основном, за счёт ионов гидрокарбонатов (HCO3-), секретируемых поверхностными клетками слизистой оболочки.

## Продукция соляной кислоты в желудке
Соляную кислоту продуцируют париетальные (синоним обкладочные) клетки фундальных желёз желудка при участии Н+/К+-АТФазы. Фундальные (синоним главные) железы составляют основную часть желёз области дна и тела желудка.
Концентрация продуцированной соляной кислоты одинакова и равна 160 ммоль/л, но кислотность выделяющегося желудочного сока варьируется за счет изменения числа функционирующих париетальных клеток и нейтрализации соляной кислоты щелочными компонентами желудочного сока. Чем быстрее секреция соляной кислоты, тем меньше она нейтрализуется и тем выше кислотность желудочного сока.
Соляная кислота присутствует в желудке и до начала процесса пищеварения. Несмотря на то, что на базальную секрецию (то есть секрецию натощак) влияют многие факторы, её величина в желудке у каждого человека практически постоянна и у здоровых людей не превышает 5-7 ммоль в час.

## Три фазы секреции соляной кислоты
- Секреция соляной кислоты начинается ещё до попадания пищи в желудок. Первую фазу секреции (т. н. цефалическую) запускают запах, вид и вкус пищи, воздействие которых передаётся от центральной нервной системы на клетки желудка через иннервирующие желудок нервные окончания.
- Наиболее значительная фаза секреции — желудочная, начинается после попадания пищи в желудок. Растяжение желудка запускает выделение гастрина из G-клеток, расположенных в антральном отделе желудка. Гастрин, воздействуя на париетальные клетки напрямую или через активацию ECL-клеток с высвобождением гистамина, стимулирует продукцию соляной кислоты.
- Заключительная фаза секреции — кишечная — запускается при попадании пищи в двенадцатиперстную кишку и её растяжении.

Повышение кислотности желудочного сока включает механизм регуляции секреции: в клетках антрального отдела желудка запускается выработка соматостатина — блокатора секреции соляной кислоты.

## Функции соляной кислоты в желудке
Соляная кислота выполняет следующие функции:
- способствует денатурации и набуханию белков в желудке, что облегчает их последующее расщепление пепсинами;
- активирует пепсиногены и превращает их в пепсины;
- создает кислую среду, необходимую для действия ферментов желудочного сока;
- обеспечивает антибактериальное действие желудочного сока;
- способствует нормальной эвакуации пищи из желудка: открытию пилорического сфинктера со стороны желудка и закрытию со стороны двенадцатиперстной кишки;
- возбуждает панкреатическую секрецию.

## Кислотозависимые заболевания желудочно-кишечного тракта
Причиной кислотозависимых заболеваний может стать разбалансировка функционирования механизмов кислотопродукции или кислотонейтрализации, недостаточная эффективность нижнего пищеводного или пилорического сфинктеров, являющаяся причиной патологических гастроэзофагеальных и дуоденогастральных рефлюксов, а также неправильные питание или образ жизни. Важнейшим диагностическим фактором являются величина кислотности в различных частях органов верхних отделов желудочно-кишечного тракта (ЖКТ), изменение этих величин во времени. При этом часто необходимо знание поведения кислотности одномоментно в нескольких точках ЖКТ.

## Методы исследования кислотности желудка
Исследование кислотности выполняется при диагностике и лечении гастроэзофагеальной рефлюксной болезни, пищевода Барретта, язвы желудка, язвы двенадцатиперстной кишки, хронического гастрита, дуоденита, диспепсии, при термических и химических ожогах пищевода.
Существуют четыре основных метода исследования кислотности желудочного сока.
- Наиболее простой — при помощи ионообменных смол («Ацидотест», «Гастротест» и др.) по степени окрашивания мочи. Метод имеет небольшую точность и, поэтому, малоинформативен. В последнее время применяется редко. Регистрация препарата "Ацидотест" в России аннулирована[2] в 1990-х годах.
- Аспирационные методы. Наиболее распространён из них метод фракционного зондирования. Содержимое желудка отсасывается при помощи резиновой трубки, а затем исследуется в лаборатории. Этот метод имеет свои достоинства, но имеет и серьёзные недостатки. В процессе отсасывания содержимое желудка, полученное из разных функциональных зон, перемешивается. К тому же сам процесс отсасывания нарушает нормальную работу желудка, искажая результаты исследования.
- Метод окрашивания стенки желудка при помощи орошения её специальным красителем через канал эндоскопа во время проведения гастроскопии. Этот метод также не может обеспечить требуемую точность, визуальное определение кислотности по изменению цвета красителя дает очень приблизительные результаты.

- Электрометрический метод измерения кислотности непосредственно в желудочно-кишечном тракте — внутрижелудочная pH-метрия. Это наиболее информативный и физиологичный метод. Позволяет с помощью специальных приборов — ацидогастрометров, оснащённых pH-зондами с несколькими датчиками pH, измерять кислотность одновременно в разных зонах желудочно-кишечного тракта в течение длительного времени (до 24-х часов и более). Недостатком метода является невозможность измерения общего объёма кислотопродукции желудка.

### Лабораторное определение кислотности желудочного сока
В лаборатории кислотность желудочного сока определяют титрованием его раствором едкого натра (NaOH) с участием различных химических индикаторов, меняющих свой цвет в зависимости от кислотности среды. Разделяют понятия общей кислотности желудочного сока, свободной и связанной кислотности.
Кислотность желудочного сока выражают или в титрационных единицах (количестве мл 0,01 М раствора едкого натра, необходимого для нейтрализации кислоты в 100 мл желудочного сока) или в ммоль HCl на 1 л желудочного сока. Численно эти значения совпадают. Обычно при титровании используют 5 мл желудочного сока. Поэтому, после титрования, нейтрализующее количество NaOH умножают на 20.

## pH в желудке и соседних отделах ЖКТ
- Максимальная теоретически возможная кислотность в желудке: pH = 0,86 (соответствует кислотопродукции 160 ммоль/л).
- Минимальная теоретически возможная кислотность в желудке: pH = 8,3 (соответствует pH насыщенного раствора ионов HCO3-).
- Нормальная кислотность в просвете тела желудка натощак: pH = 1,5 — 2,0.
- Кислотность на поверхности эпителиального слоя, обращённого в просвет желудка: pH = 1,5 — 2,0.
- Нормальная кислотность в антральном отделе желудка: pH = 1,3 — 7,4.
- Кислотность в глубине эпителиального слоя желудка: около pH = 7,0.
- Нормальная кислотность в пищеводе: pH = 6,0 — 7,0.
- Нормальная кислотность в луковице двенадцатиперстной кишки: pH = 5,6 — 7,9.
- Кислотность сока тонкой кишки: 7,2 — 7,5 pH; при усилении секреции достигает pH = 8,6[3].
- Кислотность сока толстой кишки: pH = 8,5 — 9,0[3].

### Общая кислотность желудочного сока
Общая кислотность складывается из свободной и связанной кислотностей плюс кислотность, обусловленная органическим кислотами (молочной, уксусной, масляной и другими) в норме или при патологии.
Для определения общей кислотности к 5 мл желудочного сока добавляют одну каплю 1 % спиртового раствора фенолфталеина. Отметив уровень раствора в мерной пробирке, производят титрацию желудочного сока до появления красного окрашивания. Количество мл едкого натра, потраченного на титрование, умноженного на 20, будет равно общей кислотности в титрационных единицах или ммоль/л.

### Свободная соляная кислота
Свободной соляной кислотой называется соляная кислота, находящаяся в желудочном соке в виде отдельных ионов H+ и Cl—.
Для определения свободной кислотности к 5 мл желудочного сока добавляют одну каплю диметиламидоазобензола. Отметив уровень раствора в мерной пробирке, производят титрацию желудочного сока до появления оранжево-жёлтого цвета. Количество мл едкого натра, потраченного на титрование, умноженного на 20, будет равно свободной кислотности.

### Связанная соляная кислота
Связанной соляной кислотой называется соляная кислота, находящаяся в желудочном соке в химически связанном с белками и в недиссоциированном виде.
Для определения связанной соляной кислоты используют индикатор ализарин. Процедура титрования аналогична описанным выше и проводится до появления фиолетового окрашивания.